# Piège en haute mer
Série
Piège à grande vitesse
(1995)
Pour plus de détails, voir Fiche technique et Distribution.
Piège en haute mer ou Cuirassé en péril au Québec (Under Siege) est un film américain réalisé par Andrew Davis et sorti en 1992.
Le film est un succès critique et commercial avec plus de 156 millions de dollars récoltés au box-office mondial. Il est nommé aux Oscars 1993 (meilleur mixage sonore et meilleur montage sonore). Il connait une suite, Piège à grande vitesse, réalisée par Geoff Murphy et sortie en 1995.

## Synopsis
Trente terroristes, avec à leur tête l'ancien agent de la CIA William « Bill » Strannix, investissent le cuirassé américain USS Missouri (BB-63). Celui-ci effectue son dernier voyage de Pearl Harbor vers la Californie, où il doit être désarmé. Neutralisant les soldats à bord du navire, les terroristes enferment l'équipage dans la cale avant du bateau, aidés secrètement par le commandant en second du navire, le commandant Peter Krill. Les terroristes mettent ensuite en place un système pour s’emparer des missiles Tomahawk présents à bord du navire pour les revendre, en les transférant dans un sous-marin volé à la Corée du Nord.
La CIA ayant antérieurement tenté d'assassiner Strannix, ce dernier et ses hommes sont sur leurs gardes et n’hésitent pas à utiliser le système d'armes du navire pour se défendre, abattant un avion d’observation ainsi qu'un hélicoptère de l'équipe d'intervention des SEAL. Ils planifient ensuite de couvrir leur fuite en utilisant quelques-uns des missiles du bâtiment pour détruire le système de poursuite-radar de Pearl Harbor.
Mais, parmi les membres d’équipage du Missouri, deux personnes ont réussi à se cacher : l'actrice Jordan Tate, une ancienne playmate (Miss Juillet 1989) engagée pour faire un striptease à bord du navire à l'occasion de la fête d’anniversaire du commandant, et Casey Ryback, le chef cuisinier du Missouri. Ryback est un ancien Navy SEAL rétrogradé pour avoir frappé un supérieur. Il parvient, grâce à ses compétences en armement, tactique, explosifs et close combat, à se procurer des armes et entreprend de reprendre seul le contrôle du navire. Il élimine un à un les hommes de Strannix, malgré la gêne occasionnée par sa jeune acolyte inexpérimentée.

## Fiche technique
- Titre original : Under Siege
- Titre français : Piège en haute mer
- Titre québécois : Cuirassé en péril
- Réalisation : Andrew Davis
- Scénario : J. F. Lawton (en)
- Musique : Gary Chang
- Photographie : Frank Tidy
- Production : Jack B. Bernstein, Gary W. Goldstein, J. F. Lawton, Peter Macgregor-Scott, Arnon Milchan, Steven Reuther, Steven Seagal et Joel Chernoff
- Sociétés de production : Regency Enterprises, Le Studio Canal+, Arnon Milchan Productions et Alcor Films
- Distribution : Warner Bros.
- Budget : 35 000 000 $
- Pays de production :  États-Unis
- Langue originale : anglais
- Couleur : Couleur (Technicolor) - son Dolby SR
- Durée : 103 min
- Dates de sortie[1] :
  - États-Unis : 9 octobre 1992
  - France : 10 février 1993
- Classification : 
  - France : tous publics (Mention CNC[2])

## Distribution
- Steven Seagal (VF : Jean-François Aupied ; VQ : Hubert Gagnon) : le chef Casey Ryback, cuisinier et ancien Navy SEAL
- Tommy Lee Jones (VF : Gérard Rinaldi ; VQ : Éric Gaudry) : William « Bill » Strannix, ancien agent de la CIA
- Erika Eleniak (VF : Nathalie Spitzer ; VQ : Geneviève De Rocray) : Jordan Tate, Miss Juillet 1989
- Gary Busey (VF : Daniel Russo ; VQ : Benoit Rousseau) : le commandant Krill, commandant en second du navire
- Colm Meaney (VF : Gilbert Lévy ; VQ : Dominique Briand) : Ernest Daumer
- Damian Chapa (VF : Patrick Noérie ; VQ : François L'Écuyer) : Tackman
- Andy Romano (VF : Yves Barsacq ; VQ : Léo Ilial) : l'amiral Bates
- Patrick O'Neal (VF : Pierre Hatet ; VQ : François Cartier) : le capitaine J.T. Adams, commandant du navire
- Nick Mancuso (VF : François Leccia ; VQ : Mario Desmarais) : Tom Breaker, CIA
- Raymond Cruz : Ramirez
- Michael Des Barres : Domiani
- Dale Dye (VF : Hervé Bellon ; VQ : Yvon Thiboutot) : le capitaine Nick Garza, Navy SEAL
- Troy Evans : Granger
- David McKnight (VF : Mario Santini) : Flicker
- Glenn Morshower (VF : Philippe Vincent ; VQ : Jean-Luc Montminy) : le lieutenant Taylor
- Lee Hinton : Cue Ball
- Richard Andrew Jones (VF : Roger Crouzet ; VQ : Hubert Fielden) : Pitt
- Eddie Bo Smith Jr. (VF : Richard Darbois ; VQ : Jean Galtier) : Shadow
- Thomas Wood (en) (VF : Serge Faliu) : Nash

## Production

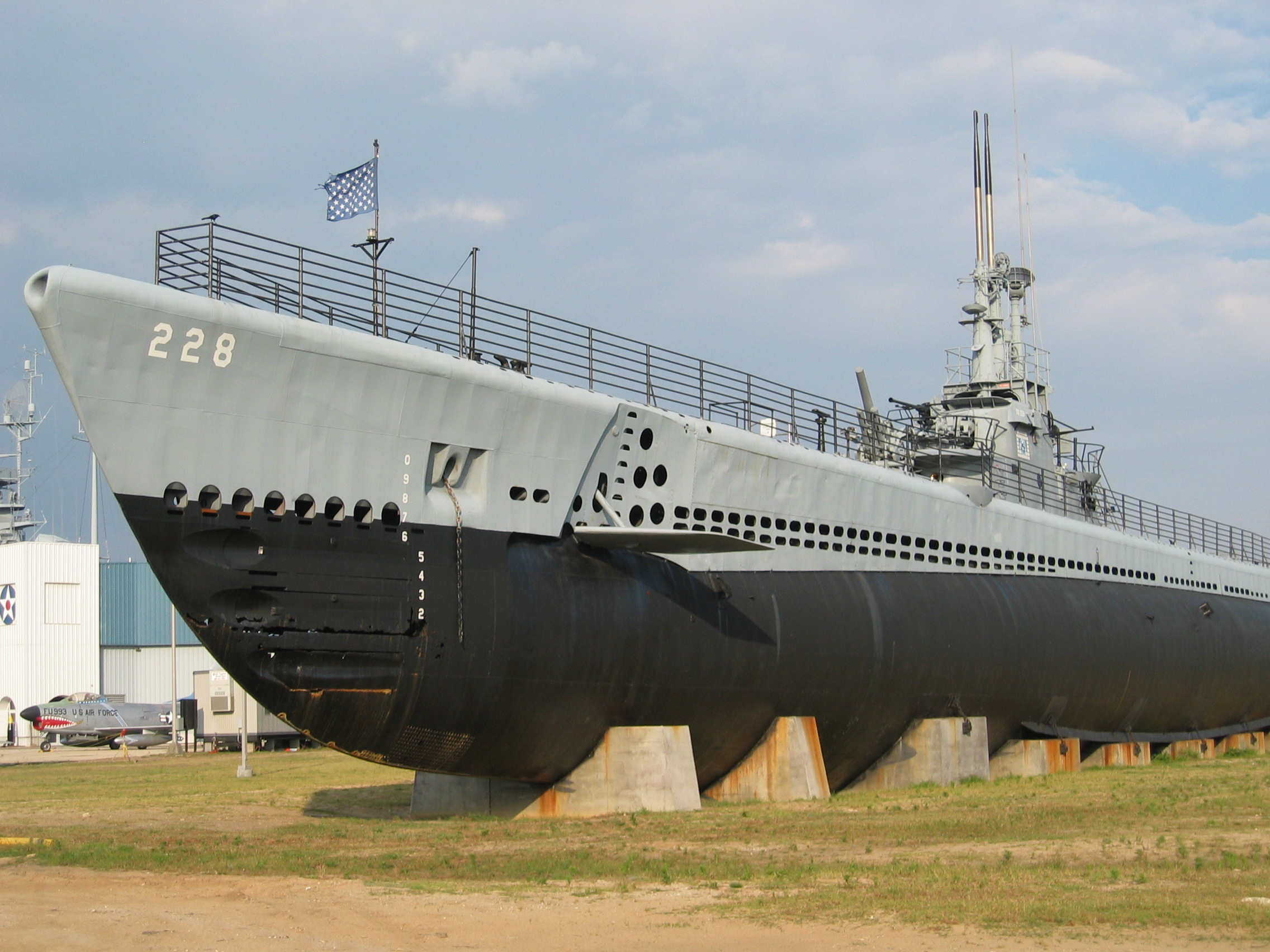
L' au musée de Mobile

Le tournage a lieu en Alabama (Mobile, Fairhope), à Pearl Harbor et dans la baie de San Francisco.
L'équipe utilise notamment l'USS Alabama (pour la plupart des séquences du Missouri) et le USS Drum pour certaines séquences du sous-marin nord-coréen. Le film reprend par ailleurs quelques images d'archives du véritable Missouri à Pearl Harbor, dans l'océan Pacifique et dans la baie de San Francisco

## Sortie et accueil

### Accueil critique
Le film fut plutôt bien accueilli par la critique pour un film d'action, notamment grâce à la présence de l'acteur Tommy Lee Jones qui excelle dans les rôles de méchants à la fois charismatiques et délirants. Le paradoxe est que, malgré son importante recette, le film semble avoir plus séduit les critiques que le public des films d'action[réf. nécessaire]. Le film a tout de même réussi, à la longue, à acquérir le statut de film culte auprès d'un certain public.[réf. nécessaire]
Sur le site agrégateur de critiques Rotten Tomatoes, le film obtient un score de 76 % d'opinions favorables. Sur IMDb, il obtient une note de 6,5/10. en France, sur le site Allociné.fr, il obtient la note de 2 étoiles sur 5 auprès du public.[réf. nécessaire]

### Box-office
Dès son premier week-end d'exploitation, le film engrange 15 760 003 $ de recettes. Il rapporte au total 156 563 139 $ au cours de son exploitation mondiale. À l'époque, ce fut le plus gros succès pour un film sorti en salle avant d'avoir été vu et noté par les critiques. En France, le film a totalisé 1 305 889 entrées, ce qui est à la fois le seul film de Steven Seagal à atteindre le million d'entrées et son plus gros succès.

## Distinctions

### Récompenses
- BMI Film & TV Awards 1993 : prix de la Meilleure musique de film pour Gary Chang.
- Motion Picture Sound Editors 1993 : Golden Reel Award de la meilleure édition du son et des effets sonores (Best Sound Editing - Sound Effects).

### Nominations
- Oscars 1993 :
  - nomination à l'Oscar du meilleur montage sonore pour John Leveque et Bruce Stambler ;
  - nomination à l'Oscar du meilleur son pour Donald O. Mitchell, Frank A. Montaño, Rick Hart et Scott D. Smith.
- nomination au MTV Movie Award de la Meilleure séquence d'action (Best Action Sequence) dans l'explosion de l'hélicoptère.

## Autour du film
- Piège en haute mer imposera définitivement Steven Seagal comme l'un des acteurs de premier plan pour les films d’action et d'arts martiaux.
- Durant les premières minutes du film, il est indiqué que le cuirassé USS Missouri (BB-63) fut construit pour venger l'attaque de Pearl Harbor et qu'y furent signés les actes de capitulation du Japon. Cependant, il s'agit d'une erreur puisque les 6 cuirassés de la classe Iowa, dont faisait partie le Missouri, furent commandés en 1940, le Missouri étant mis en chantier le 6 janvier 1941, soit bien avant le 7 décembre 1941, jour de l'attaque japonaise.
- L'acteur Harrison Ford assista à un montage approximatif du film, et approuva Andrew Davis pour qu'il réalise en 1993 le film Le Fugitif[8].
- L'actrice Erika Eleniak, qui joue le rôle de Jordan Tate, a réellement été la « Playmate » de juillet 1989 du magazine Playboy.

## Suite
Steven Seagal reprend son personnage de Casey Ryback dans Piège à grande vitesse (Under Siege 2: Dark Territory) sorti en 1995.